# Pioneer Yosemite History Center

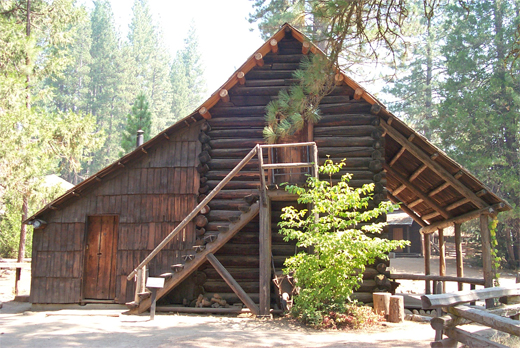
Hodgdon Homestead Cabin in het Pioneer Yosemite History Center

Het Pioneer Yosemite History Center is een openluchtmuseum in het Yosemite National Park in de Amerikaanse staat Californië. Het museum is gelegen in het plaatsje Wawona in het uiterste zuiden van het park. Het Pioneer Center is een verzameling historische gebouwen uit de late 19e en vroege 20e eeuw die men heeft samengebracht uit verschillende delen van het park. Bezoekers kunnen het hele jaar in het Pioneer Center terecht en in de zomer zijn de gebouwen ook beperkt van binnen te bezoeken. Het Pioneer Center omvat een van de twaalf nog resterende overdekte bruggen in Californië, de Wawona Covered Bridge.
In Yosemite National Park staan nog enkele andere oude gebouwen op hun (min of meer) oorspronkelijke locaties. De enige nog bestaande gebouwen van voor 1910 buiten het Pioneer Center zijn het Wawona Hotel (1876) niet ver ervan, de Yosemite Valley Chapel (1879) en de LeConte Memorial Lodge (1904), beide in de Yosemite Valley. Verder blijven er nog restanten over van de Great Sierra Mine (ca. 1881) in het hooggebergte van Yosemite.